# Museu das Comunicações
O Museu das Comunicações, inaugurado em 1997 na Rua do Instituto Industrial, 16, em Lisboa, e é um espaço pedagógico de carácter científico e tecnológico, onde, de forma lúdica e interactiva, se pode ter acesso a informações sobre o passado das comunicações e também sobre as tecnologias do futuro.
O Museu das Comunicações pertence à Fundação Portuguesa das Comunicações - FPC, sendo a responsável pelo espólio museológico dos seus instituidores (ANACOM, CTT e Portugal Telecom) e pela divulgação do mesmo.